# Unione Sportiva Pontedera 1940-1941
Questa voce raccoglie le informazioni riguardanti l'Unione Sportiva Pontedera nelle competizioni ufficiali della stagione 1940-1941.

## Rosa
| N. |                   | Ruolo | Calciatore       |
| -- | ----------------- | ----- | ---------------- |
|    | Italia (bandiera) | P     | Natale Antognoli |
|    | Italia (bandiera) | C     | Antonio Fenati   |
|    | Italia (bandiera) | C     | Silvano Frediani |
|    | Italia (bandiera) | A     | Giuseppe Gerbi   |
|    | Italia (bandiera) | D     | Ranieri Ghelardi |
|    | Italia (bandiera) | C     | Guido Giannoni   |
|    | Italia (bandiera) | A     | Florio Lombardi  |

| N. |                   | Ruolo | Calciatore      |
| -- | ----------------- | ----- | --------------- |
|    | Italia (bandiera) | A     | Mauro Nicolini  |
|    | Italia (bandiera) | D     | Luigi Olasi     |
|    | Italia (bandiera) | D     | Vasco Orazzini  |
|    | Italia (bandiera) | C     | Piero Pampaloni |
|    | Italia (bandiera) | C     | Spartaco Peri   |
|    | Italia (bandiera) | P     | Gino Tognarelli |
|    | Italia (bandiera) | A     | Sergio Ulivieri |